# Варнішке (Даугелішський повіт)
Шаблон:НП-ЛітваВа́рнишке (лит. Varniškė) — село в Литві , в Ігналінському районі Уцянського повіту . Входить до складу району Nowyasisdaugelishki . Знаходиться в 11 км від Качаргишки . Населення 1 чол. (2011).

## Історія
У 1921-1939 роках село входило до ґміни Відзи Браславського повіту Вільнюського воєводства Республіки Польща .

## Населення
| Динаміка населення з 1905 по 2011 |      |      |          |          |          |          |          |          |
| 1905                              | 1921 | 1931 | 1959пер. | 1970пер. | 1979пер. | 1989пер. | 2001пер. | 2011пер. |
| 8                                 | 34   | 33   | 15       | 5        | 3        | 2        | 0        | 1        |
| Гістограма динаміки населення     |      |      |          |          |          |          |          |          |